# Alan Opie
Alan Opie (Redruth, 22 marzo 1945) è un baritono inglese.

## Biografia
Ha studiato a Truro e canto corale al Gonville and Caius College dell'Università di Cambridge nel 1963 prima di andare a Londra alla Guildhall School of Music and Drama ed al Troxy. Nel 1969 entra nel Coro del Glyndebourne Festival Opera e debutta a Liverpool come Papageno in Il flauto magico nella trasferta del Sadler's Wells Theatre di Londra. Nel 1970 debutta a Glyndebourne come Guglielmo in Così fan tutte con Richard Van Allan.
Incontrato il successo, si esibisce in numerosi teatri lirici. Partecipa regolarmente all'Opera di Stato della Baviera di Monaco di Baviera e, sempre in Germania, ha partecipato al Festival di Bayreuth. Nel 1996, fa il suo debutto alla Scala di Milano. Ha registrato per numerose case discografiche: CBS, EMI, Hyperion, Chandos e Decca, vincendo il Grammy Awards nel 1996 e nel 1998 per la sua partecipazione nelle registrazioni di Peter Grimes di Britten e I maestri cantori di Norimberga di Richard Wagner.

## Discografia parziale
- Britten, Gloriana - Mackerras/Barstow/Langridge, 1992 Decca
- Britten: Owen Wingrave - Tiffin Boys' Choir/Richard Hickox/City of London Sinfonia, 2000 Chandos
- Britten: Death In Venice - Beijing Central Philharmonic Orchestra/Richard Hickox/Philip Langridge, 2005 Chandos
- Britten: Peter Grimes - Richard Hickox/Philip Langridge, 1996 Chandos - Grammy Award for Best Opera Recording 1997
- Delius: A Mass of Life - Catherine Wyn-Rogers/Alan Opie/Janice Watson/Andrew Kennedy/Bach Choir/Bournemouth Symphony Orchestra/David Hill, 2012 Naxos
- Strauss: Der Rosenkavalier - Kurt Moll/Alan Opie/Barbara Bonney/Ann Murray/Anna Tomowa-Sintow/Chorus & Orchestra of the Royal Opera House, Covent Garden/Sir Andrew Davis (direttore d'orchestra)/Bonaventura Bottone/Leah Marian Jones/Jennifer Rhys-Davies/John Dobson/Gordon Sandison/Paul Crook, Opus Arte
- Verdi, Otello - Solti/Pavarotti/Te Kanawa/Nucci, 1991 Decca
- Wagner, Maestri cantori di Norimberga - Solti/Van Dam/Heppner, 1995 Decca - Grammy Award for Best Opera Recording 1998
- Walton: The Bear - Della Jones/Northern Sinfonia/Richard Hickox, 1993 Chandos

## DVD
- Britten: Death in Venice (Glyndebourne, 1990) - Michael Chance, Arthaus Musik
- Britten: Gloriana (ENO, 1984) - Richard Van Allan/Mark Elder, Arthaus Musik
- Britten: The Rape of Lucretia (ENO, 1987) - Richard Van Allan, Arthaus Musik
- Britten: Peter Grimes (ENO, 1994) - Philip Langridge, Arthaus Musik
- Maw: Sophie's Choice (Royal Opera House, 2002) - Angelika Kirchschlager/Simon Rattle, regia Trevor Nunn, Opus Arte
- Verdi: Rigoletto (Opera Australia, 2010) - EPC

## Onorificenze
- Ordine dell'Impero Britannico, 2013